# Едгар Райс Барроуз
Е́дгар Райс Ба́рроуз (англ. Edgar Rice Burroughs; 1 вересня 1875, Чикаго, Іллінойс — 19 березня 1950, Енсіно, Каліфорнія) — американський письменник-фантаст, вважається одним з батьків-засновників американської фантастики.

## Біографія
Едгар Барроуз народився 1 вересня 1875 року в родині ветерана громадянської війни (офіцер армії Північного союзу), що після війни став успішним бізнесменом. Едгар був четвертою дитиною в родині. Два його старших брати закінчили Єльський університет, а Едгар вчився в школі Браун. Коли ця школа закрилася на карантин під час епідемії дифтерії, його перевели в Маплхерстовську школу для дівчаток, а потім — у Ендоверську гарвардську школу, після закінчення якої Едгар поступив у Мічиганську військову академію. Пізніше Барроуз згадував, що у всіх школах він вчив грецьку й латинську мови, але в жодній з них не було курсу англійської мови.
Закінчивши академію у 1895 році, він за допомогою батька заручився підтримкою конгресмена від Чикаго Едгара Вілсона й одержав рекомендацію у Вест-Пойнт, але переоцінив вагомість рекомендації та провалився на вступних іспитах.
Тоді він кинувся в погоню за пригодами й у травні 1896 року пішов в кавалерію. Однак замість бурхливого похідного життя і сутичок з апачами він знайшов лише класичні принади військового животіння в глухій провінції — у форті Грант, штат Аризона, де розташовувався 7-й кавалерійський полк армії США. Тому Едгар вирішив якнайшвидше покинути армію — уже через три місяці після початку служби він написав батькові лист, у якому просив переговорити зі знайомими з Вашингтона. Батько йому допоміг, але бюрократичні процедури тяглися ще цілих сім місяців, так що з кавалерією Едгар розстався лише в березні 1897 року.

Після демобілізації Барроуз довго пас корів в Айдахо. У 1941 році він згадував:
Життя ковбоя припало мені до душі, хоча в ті часи в Айдахо не було жодної душової. Бувало, я по три тижні не знімав чоботів і «стетсон». У мене були мексиканські шпори, оброблені сріблом, з величезними зірочками. Коли я йшов вулицею, шпори голосно дзенькали, і мене було чутно за квартал. О, як я пишався!
Потім він працював продавцем у Покателло, штат Айдахо, на золотих копальнях в Орегоні, поліцейським у Солт-лейк-Сіті, клерком у чиказьких конторах, бухгалтером, комівояжером, безуспішно намагався виїхати в Китай інструктором з верхової їзди і думав навіть знову завербуватися в армію.
Барроуз регулярно брався за створення власного підприємства, але всі його задуми життя швидко перетирало на порох. Та він вже був одружений, потрібно було годувати двох дітей…
У 1911 році тридцятип'ятирічний бізнесмен-невдаха, який ніяк не міг звести кінці з кінцями і тільки що назавжди розпрощався з черговим клієнтом, сидів увечері в спустілому офісі і простим олівцем на звороті бухгалтерського бланка пише фантастичний роман про людину, яка потрапила на Марс.
Два десятиліття боротьби за існування навчили Барроуза не нехтувати жодним заробітком. Він, звичайно, не вірив, що його твори хтось надрукує, але послав рукопис у редакцію журналу «All Story», підписавши роман псевдонімом Normal Bean — «нормальний хлопець». Він сподівався таким чином пояснити редакторові і гіпотетичним читачам: автор, загалом, усвідомлює все божевілля свого вчинку, але сам перебуває при здоровому глузді.
«All Story» на ті часи вважали одним із найпопулярніших щомісячних журналів видавництва Френка Мансі і, крім усього іншого, платив найвищі гонорари авторам, так що пробитися на його сторінки вважалося великим успіхом для будь-якого письменника. Редактором в «All Story» тоді був Томас Нюелл Меткаф, і саме він відкрив світові ім'я чи не найпопулярнішого письменника 20 століття. Він негайно прийняв рукопис, виписав на ім'я Барроуза чек на 400 доларів (фантастична сума за фантастичний твір) і поставив роман «Під місяцями Марса» («Under the Moons of Mars»), у план. Роман публікувався в шести номерах — з лютневого до липневого випуску 1912 року. Правда, задумана Барроузом гра з псевдонімом була, напевне, занадто складна для журналу: Меткаф, чи хтось із коректорів виправив «Normal» на звичайне «Norman» і звів нанівець усю витівку.
З найпершого фрагмента читач був скорений образом Джона Картера, і, хоча текст роману ніс всі ознаки літератора-початківця, було в цьому герої й у його пригодах щось заворожуюче і нове.
Романи Барроуза гранично матеріалістичні — він і справді був послідовним матеріалістом, а з купленої в 1890-х роках книгою Дарвіна «Походження видів» не розлучався до самої смерті.
Про перший роман «марсіанської трилогії» (у 1917 році роман вийшов окремою книгою за назвою «A Princess of Mars» — «Принцеса Марса») часто повторюють щонаменше дві дурниці. Перша — це роман «про політ на Марс». Друга — це одна з перших «космічних опер». І те, і друге — принципова неправда.
Власне, набагато більше підстав вважати «марсіанськими піонерами» героїв романів Персі Грега «Через Зодіак» (Percy Greg, «Across the Zodiac», 1880), Роберта Кромі «Стрибок у космос» (Robert Cromie, «A Plunge into Space», 1891) і Елсуорта Дугласса «Брокер фараона» (Ellsworth Douglass, «Pharaoh's Broker», 1899) — персонажі цих книг досягли Марса на космічних кораблях набагато раніше, ніж туди прибув герой Барроуза.
Серед «марсіанських» предтеч Джона Картера є і ще один, найтаємничіший. У 1905 році була опублікована книга Едвіна Лестера Арнолда «Лейтенант Гуллівар Джонс: Його канікули» (Edwin Lester Arnold, «Lieut. Gullivar Johnes: His Vacations»), що вийшла тільки у Великій Британії і не мала жодного успіху. Здавалося б, книга Арнолда навряд чи могла потрапити в руки Барроуза, однак збіги сюжету «Канікул Гуллівара Джонса» з «марсіанською трилогією» про Джона Картера місцями просто разючі. Річард Лупофф пише, що немає ніяких свідчень, що Барроуз читав книги Арнолда і був шанувальником його творчості, однак дати видання книг і зміст книг дають привід для припущень.
Думка про нескінченну пристосовність людини одержала розвиток і певну закінченість у другому романі Барроуза. «Тарзан» став найвідомішим твором Барроуза, перевершити успіх якого письменник так і не зміг. Тарзан став одним із найпопулярніших образів масової культури 20 століття.

А почалося все це божевілля в тому ж 1912 році. У жовтневому номері «All Story» цей роман був опублікований цілком під назвою «Tarzan of the Apes». Барроуз згадував:
Я писав його від руки на зворотному боці використаних бланків і на інших випадкових листках, що потрапляли мені під руку. Я не вважав роман особливо гарним і сумнівався, що його вдасться опублікувати. Однак Боб Девіс оцінив його комерційний потенціал досить високо і надіслав мені чек, здається, на 700 доларів…
Якщо під час роботи над «Принцесою Марса» Барроуз ще тільки здобував навички літературного ремесла, то в «Тарзані» його талант Володаря Пригод розкрився на повну силу. Роман читався тоді і читається зараз з великим інтересом. «Тарзан» був і залишається насамперед розважальним твором. Якщо Жуль Верн використовував форму фантастико-пригодницького роману для створення пізнавального тексту, якщо Герберт Уеллс використовував фантастичні посилання для художнього дослідження нових соціальних і філософських концепцій, то Барроуз головною своєю метою вважав розвагу читача. У його книгах не було повчальності — але не було і дріб'язкового бажання підлаштуватися під смаки публіки. Він вдало «потрапив» у ту саму манеру, якої очікувала від журналів їхня аудиторія.
Хоча Боб Девіс придбав для публікації в «All Story» другий роман про Джона Картера, «Боги Марса» («The Gods of Mars»), він відмовився купувати «Повернення Тарзана» («The Return of the Tarzan»). Утім, роман одразу ж удалося опублікувати в журнал «New Story», який видавався конкуруючим журнальним концерном «Street & Smith».
Тоді Барроуз вирішив запропонувати свої романи книговидавцям. Якщо публікація в журналі приносила лише разовий гонорар, то контракти на видання книг могли давати прибуток постійно — у вигляді відрахувань за додрукування і перевидання. Успіх його творів у журнальної аудиторії дозволяв розраховувати на те, що і книги будуть розходитися чималими тиражами.
Видавці були іншої думки. «Тарзан», розісланий Барроузом на адреси усіх солідних американських видавничих компаній, був відкинутий усіма без винятку. Ніхто з професіоналів не вірив, що в цього журнального чтива може бути хоч якесь майбутнє.
Але ситуація змінилася після того, як «Тарзан» почала друкувати нью-йоркська газета «Evening World». Ідея цієї публікації належала головному редакторові газети Дж. Х. Теннанту (J. H. Tennant), і саме йому Барроуз зобов'язаний тим, що його романи прорвалися в бажаний світ книжкових видань. Публікація в популярній газеті зробила роман широко відомим серед читачів, що не належали до постійної аудиторії pulp-журналів. Романи Барроуза знайшли попит у книгопродавців, а ті переадресували запити до видавців…
Скінчилося тим, що до Барроуза звернулися з компанії «A. C. McClurg», яка за кілька місяців перед тим надіслала йому категоричну відмову. Тепер інтонація розмови була зовсім іншою: видавництво просило дозволу укласти договір на книжкове видання роману.
У червні 1914 року було видано книгу «Тарзан із племені мавп», так почався багаторічний видавничий тріумф Барроуза. «McClurg» протягом півтора десятиліття щорічно видавало щонайменше одну книгу Барроуза. Це були романи про Тарзана, романи з «марсіанської» серії про Джона Картера, романи про світ Пеллюсідара, розташованого всередині земної кори, інші історичні і пригодницькі романи. Барроуз був ідеальним автором з погляду комерційного книговидання. Він писав швидко, він продовжував свої популярні серіали і починав нові.
Саме працями Барроуза остаточно оформився цілий напрямок пригодницької фантастичної белетристики. А Барроуз з тих пір вважається одним з батьків-засновників фантастики XX століття.

## Твори

### СеріяБарсум
- Принцеса Марса (A Princess of Mars; 1912)
- Боги Марса (The Gods of Mars, 1913; 1918)
- Воєначальник Марса (The Warlord of Mars, 1914; 1919)
- Тувія — діва Марса (Thuvia, Maid of Mars; 1916; 1920)
- Шахіст Марса (The Chessmen of Mars; 1922)
- Великий розум Марса (The Master Mind of Mars; 1928)
- Боєць Марса (A Fighting Man of Mars; 1931)
- Мечі Марса (Swords of Mars, 1936)
- Штучні люди Марса (Synthetic Men of Mars; 1940)
- Ллана з Гатола (Llana of Gathol; 1941; 1948) збірка

Перші два романи лишаються єдиними екранізованими з марсіанського циклу. Вийшли фільми «Принцеса Марса» (2009) і «Джон Картер» (2012).

### СеріяТарзан
До серії Тарзан входять книги:
- Тарзан, годованець великих мавп (Tarzan of the Apes; 1912; 1914)
- Повернення Тарзана (The Return of Tarzan; 1915)
- Тарзан та його звірі (The Beasts of Tarzan] (1916)
- Тарзанів син (The Son of Tarzan; 1917)
- Тарзан і коштовності Опара (Tarzan and the Jewels of Opar; 1918)
- Історії джунглів про Тарзана (Jungle Tales of Tarzan; 1919) збірка
- Тарзан Неприборканий (Tarzan the Untamed; 1920)
- Тарзан Жахливий (Tarzan the Terrible; 1921)
- Тарзан і золотий лев (Tarzan and the Golden Lion; 1923)
- Тарзан і люди-мурахи (Tarzan and the Ant Men; 1924)
- Тарзан, Володар джунглів (Tarzan, Lord of the Jungle; 1928)
- Тарзан і втрачена імперія (Tarzan and the Lost Empire; 1929)
- Тарзан біля земного ядра (Tarzan at the Earth's Core; 1930)
- Тарзан Непереможний (Tarzan the Invincible; 1931)
- Тарзан Тріумфатор (Tarzan Triumphant; 1932)
- Тарзан і місто золота (Tarzan and the City of Gold; 1933)
- Тарзан і людина-лев (Tarzan and the Lion Man; 1934)
- Тарзан і людина-леопард (Tarzan and the Leopard Men; 1935)
- Пошуки Тарзана (Tarzan's Quest; 1936)
- Тарзан і Заборонне місто (Tarzan and the Forbidden City; 1938)
- Тарзан Чудовий (Tarzan the Magnificent; 1939)
- Тарзан і Іноземний легіон (Tarzan and «The Foreign Legion»; 1947)
- Тарзан і божевільний (Tarzan and the Madman; 1964)
- Тарзан і знедолені (Tarzan and the Castaways; 1939-41; 1965)

У романі «Вічні коханці» (The Eternal Lover; 1914; 1925) Тарзан тільки згадується. До серії примикають також дві дитячі книги: «Тарзан і близнюки Тарзана» (Tarzan and the Tarzan Twins; 1927) і «Джад-Бал-Джа — Золотий лев» (Jad-bal-ja the Golden Lion; 1936)
Навіяний одночасно творами Р.Кіплінга і Г. Хаггарда, цикл про Тарзана, — це таке ж фентезі, як і марсіанські пригоди: герой-надлюдина Тарзан відкриває загублені цивілізації, зустрічається з динозаврами, опускається під землю і робить незліченні подвиги і т. д. . Приблизно із середини епопея починає видихатися, хоча успішні в комерційному відношенні екранізації привели до появи «культу Тарзана».

### Пеллюсидар
Третя знаменита серія Барроуза, навіяна гіпотезами порожнистої Землі, містить у собі романи:
- Біля земного ядра (At the Earth Core; 1914; 1922)
- Пеллюсидар (Pellucidar; 1915; 1923)
- Танар з Пеллюсидара (Tanar of Pellucidar; 1929; 1930)
- Тарзан біля земного ядра
- Назад у кам'яну добу (Back to the Stone Age; 1937; 1937)
- Земля страху (Land of Terror; 1944)
- Дикий Пеллюсидар (Savage Pellucidar; 1942; 1963)

Підземна країна Пеллюсидар розв'язує Барроузові руки щодо викопних ящерів і інших чудовиськ, з якими ефектно борються його герої; разом з тим це один із найколоритніших і найбільш ретельно описаних світів Барроуза. Тему загубленого світу (тільки вже поблизу північного полюса) продовжили три повісті:
- Земля, забута часом (1918)
- Люди, забуті часом (1918)
- З безодні часу (1918);

об'єднані в зб. «Земля, забута часом» [The Land That Time Forgot] (1924).

### Венеріанський цикл
Пригодам Карсона Непьєра на Венері присвячені романи:
- Пірати Венери (The Pirates of Venus; 1934)
- Покинутий на Венері (Lost on Venus; 1935),
- Карсон Венеріанський (Carson of Venus; 1939),
- Втеча на Венеру (Escape on Venus; 1941-42, 1946)

Посмертно опубліковано оповідання «Чарівник Венери», включене у збірку «Оповідання про три планети» [Tales of Three Planets] (1964). Три інші повісті — «Дівчина з Місяця» (1923), «Люди з Місяця» (1925) і «Червоний Яструб» (1925) — об'єднані в збірку «Дівчина з Місяця» [The Moon Maid] (1926).

### Інші твори
- Печерна дівчина (The Cave Girl; 1913-17; 1925)
- Люди-чудовиська (The Monster Men; 1913; 1929)
- Дівчина джунглів (Jungle Girl; 1932; ін. — «Земля потайливих» [Land of Hidden Men])
- За тридцятим меридіаном (Beyond Thirty; 1916; 1955; ін. — «Зниклий континент» [The Lost Continent]).
- Далі найдальшої зірки (Beyond the Farthest Star; 1964) — збірка.

### Переклади українською
- Едґар Райз Борроуз. Тарзан, годованець великих мавп. Переклад з англійської: Олег Покальчук, Юрко Покальчук. Київ: Веселка. 1991. 224 стор. ISBN 5-301-01612-1; ISBN 978-5301-016-12-7 (Тарзан № 1)
  - (передрук) Едґар Райз Берроуз. Тарзан, годованець великих мавп. Переклад з англійської: Олег Покальчук, Юрко Покальчук. Тернопіль: НК-Богдан; Київ: Веселка. 2007. 432 стор. ISBN 966-692-892-2 (НК-Богдан); ISBN 966-01-0422-7 (Веселка) (Тарзан № 1 та № 2)
- Едґар Райз Борроуз. Повернення Тарзана. Переклад з англійської: Юрко Покальчук. Київ: Веселка. 1992. 333 стор. ISBN 5-301-01232-0 (Тарзан № 2)
- Едґар Райз Борроуз. Тарзан та його звірі; Тарзанів син. Переклад з англійської: Олег Покальчук, Юрко Покальчук. Київ: Веселка. 1996. 375 стор. ISBN 966-01-0045-0 (Тарзан № 3 та № 4)
  - (передрук) Едґар Райз Берроуз. Тарзан та його звірі; Тарзанів син. Переклад з англійської: Олег Покальчук, Юрко Покальчук. Тернопіль: НК-Богдан; Київ: Веселка. 2007. 369 стор. ISBN 966-692-891-4 (НК-Богдан); ISBN 966-01-0423-5 (Веселка) (Тарзан № 3 та № 4)

- Едґар Райз Берроуз. Син джунглів. Переклад з англійської у переказі: Є. Бондаренко. Харків: КВЦ «Сварог». 2000. 127 стор. ISBN 966-7446-00-Х (Тарзан № 1)

- Едґар Райз Берроуз. Тарзан. (Тарзан № 1) // Едґар Берроуз. Тарзан; Редьярд Кіплінґ. Мауглі. Переклад з англійської: І. Базилянська. Харків: Школа. 2003. 384 стор. ISBN 966-8114-46-9 (передрук під тим самим ISBN у 2007)

- Едґар Райз Берроуз. Тарзан. Переклад з англійської: О. В. Зав'язкін. Донецьк: ВКФ «БАО». 2006. 288 стор. ISBN ISBN 966-338-306-2 (Уперше українською мовою) (Тарзан № 1)